# Historique du parcours africain du Hafia Football Club
Historique du parcours africain du Hafia Football Club retrace le parcours du Hafia FC dans les compétitions africaines.

## Parcours
| Saison | Compétition                         | Tour             | Club Adversaire         | Domicile | Extérieur | Total       |
| ------ | ----------------------------------- | ---------------- | ----------------------- | -------- | --------- | ----------- |
| 1967   | Coupe d'Afrique des clubs champions | 2                | BFA ASF Bobo-Dioulasso  | 1-1      | 2-0       | 3-1         |
| 1967   | Coupe d'Afrique des clubs champions | Quarts de finale | MLI Djoliba AC          | 0-0      | 1-2       | 1-2         |
| 1968   | Coupe d'Afrique des clubs champions | 1                | LBR Mighty Barrolle     | 1        | 2-1       | 2-1         |
| 1968   | Coupe d'Afrique des clubs champions | Quarts de finale | TOG Étoile Filante      | - 2      | 0-3       | 0-3         |
| 1969   | Coupe d'Afrique des clubs champions | 1                | Haute-Volta US FRAN     | 7-2      | - 3       | 7-2         |
| 1969   | Coupe d'Afrique des clubs champions | Quarts de finale | COD Saint Eloi Lupopo   | 7-2      | 3-1       | 10-3        |
| 1969   | Coupe d'Afrique des clubs champions | Demi-finales     | COD TP Englebert        | 5-3      | 0-4       | 5-7         |
| 1972   | Coupe d'Afrique des clubs champions | 1                | NIG ASFAN Niamey        | 4-1      | 1-1       | 5-2         |
| 1972   | Coupe d'Afrique des clubs champions | 2                | CMR Canon Yaoundé       | 4-1      | 2-3       | 6-4         |
| 1972   | Coupe d'Afrique des clubs champions | Quarts de finale | MLI Djoliba AC          | 3-0      | 1-2       | 4-2         |
| 1972   | Coupe d'Afrique des clubs champions | Demi-finales     | ZAI TP Mazembe          | 4        | 2-3       | 2-3         |
| 1972   | Coupe d'Afrique des clubs champions | Vainqueur        | UGA Simba FC            | 4-2      | 3-2       | 7-4         |
| 1973   | Coupe d'Afrique des clubs champions | 2                | CIV ASEC Mimosas        | 2-1      | 3-4       | 5-5 (3-2 p) |
| 1973   | Coupe d'Afrique des clubs champions | Quarts de finale | CMR Léopards Douala     | 2-4      | 3-2       | 5-6         |
| 1974   | Coupe d'Afrique des clubs champions | 2                | SEN ASC Jeanne d'Arc    | - 2      | - 2       | - 2         |
| 1975   | Coupe d'Afrique des clubs champions | 1                | Real de Banjul FC       | - 5      | - 5       | - 5         |
| 1975   | Coupe d'Afrique des clubs champions | 2                | Club AS Vita            | 3-0      | 0-2       | 3-2         |
| 1975   | Coupe d'Afrique des clubs champions | Quarts de finale | CGO CARA Brazzaville    | 2-0      | 0-2       | 2-2 (4-3 p) |
| 1975   | Coupe d'Afrique des clubs champions | Demi-finales     | TOG Lomé I              | 1-0      | 1-1       | 2-1         |
| 1975   | Coupe d'Afrique des clubs champions | Vainqueur        | NGR Enugu Rangers       | 1-0      | 2-1       | 3-1         |
| 1976   | Coupe d'Afrique des clubs champions | 2                | MLI Djoliba AC          | 2-0      | 1-2       | 3-2         |
| 1976   | Coupe d'Afrique des clubs champions | Quarts de finale | SEN ASC Diaraf          | 4-0      | 2-2       | 6-2         |
| 1976   | Coupe d'Afrique des clubs champions | Demi-finales     | CIV ASEC Mimosas        | 5-0      | 0-3       | 5-3         |
| 1976   | Coupe d'Afrique des clubs champions | Finaliste        | ALG MC Alger            | 3-0      | 0-3       | 3-3 (1-3 p) |
| 1977   | Coupe d'Afrique des clubs champions | 2                | CGO Diables Noirs       | 1-1      | 1-0       | 2-1         |
| 1977   | Coupe d'Afrique des clubs champions | Quarts de finale | Société de l'eau        | 3-0      | 2-4       | 5-4         |
| 1977   | Coupe d'Afrique des clubs champions | Demi-finales     | TOG Lomé I              | 2-0      | 1-2       | 3-2         |
| 1977   | Coupe d'Afrique des clubs champions | Vainqueur        | GHA Cœurs de Chêne      | 3-2      | 1-0       | 4-2         |
| 1978   | Coupe d'Afrique des clubs champions | 2                | MTN ASC Garde Nationale | 5-0      | 1-0       | 6-0         |
| 1978   | Coupe d'Afrique des clubs champions | Quarts de finale | Haute-Volta Silures     | 4-1      | 4-0       | 8-1         |
| 1978   | Coupe d'Afrique des clubs champions | Demi-finales     | Club AS Vita            | 2-0      | 1-3       | 3-3 ( a)    |
| 1978   | Coupe d'Afrique des clubs champions | Finaliste        | CMR Canon Yaoundé       | 0-0      | 0-2       | 0-2         |
| 1979   | Coupe d'Afrique des clubs champions | 2                | Haute-Volta Silures     | 1-0      | 0-1       | 1-1 (1-0 p) |
| 1979   | Coupe d'Afrique des clubs champions | Quarts de finale | GHA Cœurs de Chêne      | 2-0      | 0-3       | 2-3         |
| 1980   | Coupe d'Afrique des clubs champions | 1                | MTN ASC Garde Nationale | 2-0      | 1-1       | 3-1         |
| 1980   | Coupe d'Afrique des clubs champions | 2                | Étoile du Congo         | 1-0      | 0-1       | 1-1 (3-1 p) |
| 1983   | Coupe d'Afrique des clubs champions | 1                | MLI Djoliba AC          | 1-0      | 0-0       | 1-0         |
| 1983   | Coupe d'Afrique des clubs champions | 2                | MAR KAC Kenitra         | 0-0      | 0-4       | 0-4         |
| 1984   | Coupe d'Afrique des clubs champions | 1                | GNB SC Bissau           | - 2      | - 2       | - 2         |
| 1993   | Coupe d'Afrique des vainqueurs      | 1                | MLI Stade Malien        | 2-0      | 0-1       | 2-1         |
| 1993   | Coupe d'Afrique des vainqueurs      | 2                | TUN Stade Tunisien      | 0-0      | 0-1       | 0-1         |
| 1994   | Coupe d'Afrique des vainqueurs      | 1                | TOG OC Agaza            | 1-3      | 0-3       | 1-6         |
| 2003   | Coupe d'Afrique des vainqueurs      | 1                | MAR MAS Fès             | 3-0      | 0-2       | 3-2         |
| 2003   | Coupe d'Afrique des vainqueurs      | 2                | CIV Africa Sports       | 2-1      | 0-2       | 2-3         |
| 2018   | Coupe de la confédération           | Préliminaire     | Energie FC              | 1-1      | 0-1       | 1-2         |